# Río Leda
El Leda es un río en el noroeste de Alemania en el estado de Baja Sajonia .
El Leda es un afluente derecho del Ems y nace en la confluencia del Sagter Ems y el Dreyschloot (una rama del Soeste) cerca de Barßel. El Leda desemboca en el Ems cerca de la ciudad de Leer. En la orilla sur del Leda, en el Overledingen Land (Overledingen="país sobre el Leda"), frente a Leer, se encuentra el pequeño asentamiento de Kloster Muhde (Muhde del frisón antiguo mutha que significa "desembocadura (del río)"). La longitud total del río es de 24,2 kilómetros (72,3 km incluyendo los ríos Sagter Ems y Ohe).
El Leda es un afluente derecho del Ems y los 1,85 kilómetros inferiores hasta el puerto de Leer son navegables para los buques grandes (clase Vb), otros 7 km hasta la desembocadura del Jümme para los buques de clase II y otros 16 km hasta el Elisabethfehnkanal son navegables pero no están clasificados.

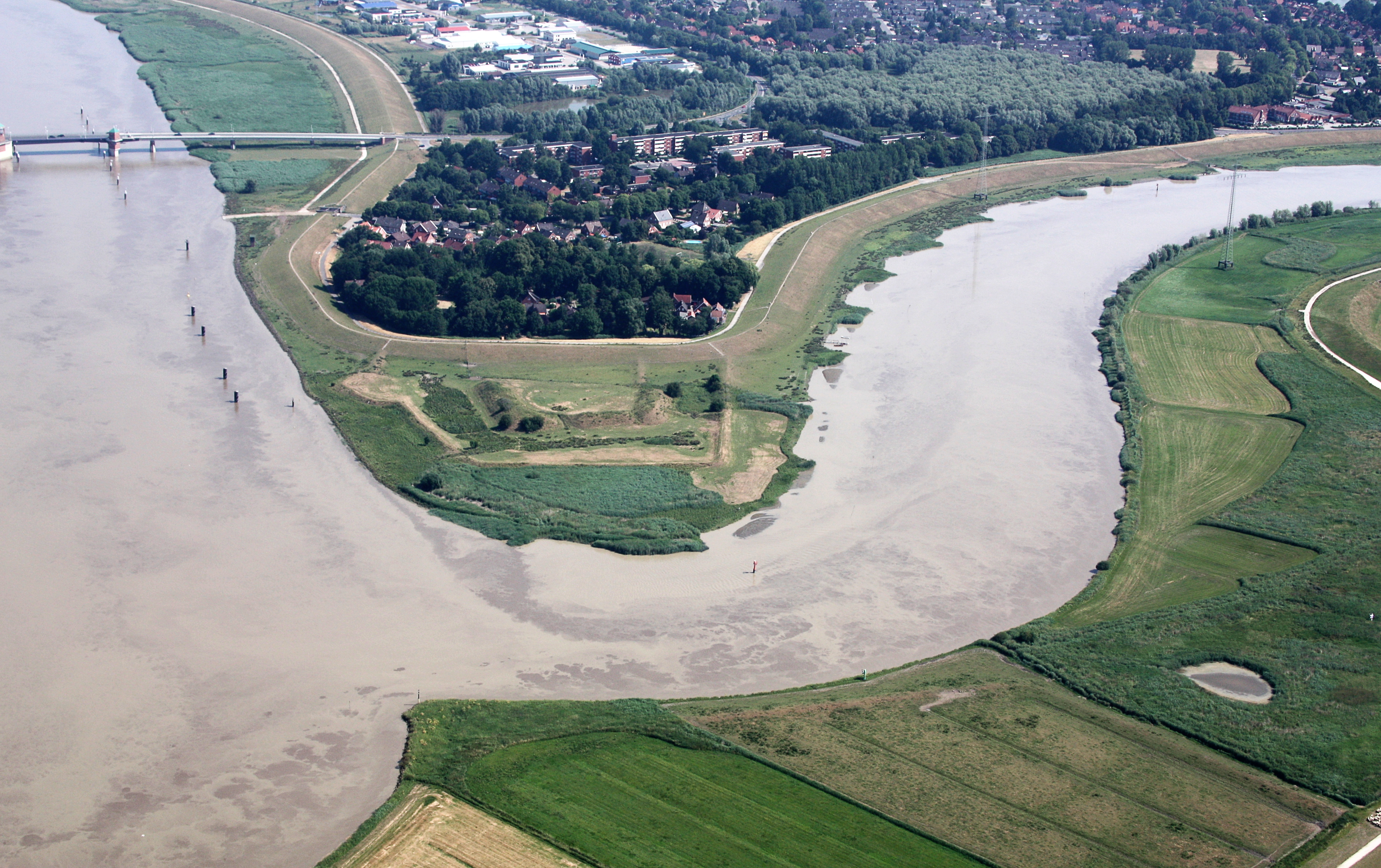
Desembocadura del Leda en el Ems

En Frisia Oriental, el Sagter Ems, una cabecera del Leda, también se conoce como Leda.